# Krontraktaten
Krontraktaten var en traktat av 16 november 1700 mellan kurfurst Fredrik III av Brandenburg och kejsar Leopold I. Traktaten förberedde Preussens upphöjelse till kungarike.